# آرتا جوجه سبلان
آرتا جوجه سبلان یک شرکت ایرانی فعال در حوزهٔ صنعت طیور است که دفتر مرکزی آن در اردبیل قرار دارد. این شرکت در سال ۱۳۸۱  توسط مهندس قدرت‌ حاج‌ نوری تأسیس شد و به‌عنوان یکی از بزرگ‌ترین تولیدکنندگان جوجهٔ یک‌روزه، مرغ مادر و مرغ گوشتی در ایران شناخته می‌شود.

## تاریخچه
شرکت آرتا جوجه سبلان فعالیت خود را در اوایل دههٔ ۱۳۸۰ آغاز کرد. این مجموعه در ابتدا بر تولید جوجهٔ یک‌روزه متمرکز بود اما به مرور زمان با ایجاد زنجیرهٔ کامل تولید شامل مزارع اجداد، مرغ مادر، کارخانه جوجه‌کشی، خوراک طیور و کشتارگاه صنعتی گسترش یافت.

## فعالیت‌ها
- تولید و پرورش جوجهٔ یک‌روزه گوشتی با ظرفیت میلیون‌ها قطعه در سال.[۴]
- پرورش مرغ مادر و اجداد در مزارع صنعتی استان اردبیل.[۵]
- راه‌اندازی کشتارگاه صنعتی «ناب پروتئین مهر» در سال ۱۳۹۵ با همکاری شرکت‌های اروپایی همچون آلبرک و لینکو.[۶]
- احداث جوجه کشی با ظرفیت بیش از یک میلیون قطعه در سال https://artajoojeh.com/

## جایگاه
طبق گزارش‌های رسمی و رسانه‌ای، این شرکت جزو ده تولیدکننده بزرگ مرغ در خاورمیانه است و سهم بالایی از تأمین جوجه یک‌روزه در ایران و استان اردبیل را برعهده دارد.  همچنین تولیدات این شرکت به برخی کشورهای همسایه نیز صادر می‌شود.

## گواهی‌ها و استانداردها
آرتا جوجه سبلان موفق به دریافت گواهی‌های بین‌المللی متعددی از جمله ISO، نشان حلال و ستاره طلایی کیفیت شده‌است.

## اشتغال‌زایی
این شرکت برای صدها نفر به‌طور مستقیم و غیرمستقیم اشتغال ایجاد کرده‌است.  تعداد کارکنان در طی سال 1404 بیش از 1000 نفر به صورت مستقیم می باشد.